# Fútbol Club Juárez
El Fútbol Club Juárez, conegut comunament com Bravos de Juárez, és un club de futbol mexicà amb seu a la ciutat de Ciudad Juárez, Chihuahua que actualment competeix a la Lliga MX.

## Història
El Fútbol Club Juárez va ser fundat l'any 2015 per un grup binacional de sis famílies, dues de la ciutat fronterera d'El Paso, Texas, i quatre de Ciudad Juárez, Mèxic, cosa que el converteix en un dels pocs clubs amb inversors estrangers en el futbol mexicà i marca el retorn de l'esport professional a Ciudad Juárez per primera vegada des del 2012 després que l'anterior franquícia, Indios de Ciudad Juárez, baixés de la Lliga MX, patís una mala gestió i finalment es dissolgués.
El 7 de juny de 2015, els responsables de la lliga van anunciar oficialment que el FC Juárez competiria a Ascenso MX, a partir de la temporada d'Apertura 2015.
El 5 de desembre de 2015, després d'un inici de temporada molt reeixit, l'equip va acabar la campanya de 2015 en segon lloc, i el FC Juárez va aconseguir el seu primer títol Ascenso MX després de vèncer l'Atlante per 3-1 en el global, guanyant així el dret a jugar en la final promocional a l'Ascenso MX. No es va classificar per a la lliga Clausura 2016 i va perdre la final de promoció contra el Necaxa.
La temporada següent, Juárez no es va classificar per a la lligueta. A la temporada del Clausura 2017, Juárez va perdre la final contra Lobos BUAP amb un marcador global de 4–2.
Per a la temporada 2017-18 d'Ascenso MX, la lliga va anunciar que Juárez era un dels sis equips d'Ascenso MX elegibles per a l'ascens a la Liga MX la temporada següent. A la temporada d'Apertura 2017, Juárez va perdre la seva segona final consecutiva, davant l'Alebrijes de Oaxaca, als penals.
L'11 de juny de 2019, Juárez va substituir els Lobos BUAP a la Lliga MX després que el grup binacional fundador comprés la franquícia en dificultats, i va tornar així el futbol de primer nivell a Ciudad Juárez.
Han desenvolupat una rivalitat amistosa i transfronterera amb El Paso Locomotive del Campionat de la USL des que aquest equip va començar a jugar el 2019.

## Estadi
El FC Juárez juga els seus partits a casa a l'Estadi Olímpic Benito Juárez de Ciudad Juárez, Chihuahua. L'assistència a l'estadi té un límit de 19.765, i és propietat de la Universidad Autónoma de Ciudad Juárez. L'estadi es va inaugurar l'octubre de 1980, amb un partit inaugural entre la selecció de Mèxic i l'Atlètic de Madrid.

## Entrenadors
- Sergio Orduña (2015–2016)
- Miguel de Jesús Fuentes (2016–2018)
- Tomás Campos (Interim) (2018)
- Gabriel Caballero (2018–2020)
- Luis Fernando Tena (2021)
- Alfonso Sosa (2021)
- Ricardo Ferretti (2021–2022)
- Hernan Cristante (2022–2023)
- Diego Mejía (2023–2024)
- Mauricio Barbieri (2024-Present)

## Palmarès
- Ascenso MX
  - Campions (1): Apertura 2015